# Melaleuca ringens
Melaleuca ringens är en myrtenväxtart som beskrevs av Bryan Alwyn Barlow. Melaleuca ringens ingår i släktet Melaleuca och familjen myrtenväxter.
Artens utbredningsområde är Western Australia. Inga underarter finns listade i Catalogue of Life.